# Motte di Volpego
Les Motte di Volpego sont des terrains qui émergent des eaux de la lagune de Venise méridionale, en Italie, dans une zone au sud de Fusina. En proximité a été installée la station maréographique de l'ISPRA (en italien : « Istituto Superiore per la Protezione e la Ricerca Ambientale » - Venise).
Le nom, en dialecte « veneto lagunare » ou vénitien, a la signification de « petite colline », ou de « dos d'âne ».
Autrefois, les Motte di Volpego se trouvaient dans une zone utilisée pour la chasse. 
A proximité se trouvait l'île de San Marco in Boccalama, aujourd'hui submergée, dont le nom dérive du fait qu'elle se trouvait, comme les Motte di Volpego, près de l'embouchure du Lama, une ancienne branche du Brenta.
L'ancienne cartographie, de 1600 à 1700, indiquait l'île de San Marco in Boccalama comme « détruite » ou « perdue ».
Des recherches ont été effectuées, de 1966 à 1969, dans la zone comprise entre les Motte di Volpego et la partie terminale du canal Campana, pour trouver les restes d'une église dédiée à San Marco et d'un monastère.

## Station maréographique deMotte di Volpego
- Station no 29.
- Propriétair : Ufficio Idrografico e Mareografico di Venezia.
- Année d'installation : 1985.
- Bassin d'appartenance : Lagune centrale.
- Année de début des enregistrements : 1971.
- Latitude  : 45° 23' 30,65 N
- Longitude : 12° 15' 42,59 E